# Окита Ринтаро
Окита Ринтаро (транслит. ; 1826 – 13. фебруар 1883) био је јапански самурај касног Едо периода. Познат је као главни командат полицијске јединице Шинчогуми (сестринска јединица чувенијег Шинсенгумија која је уместо Кјота, чувала град Едо).

## Кратка биографија
Рођен као Иноуе Ринтаро у месту Хино 1826. године, био је млађи брат Иноуе Созоа као и део породице Иноуе Гензабуроа. Касније постаје усвојени син Оките Кацуџира (оца Оките Соџија) и мења своје име у Окита Ринтаро нешто пре свог венчања 1846. године са Кацуџировом ћерком Мицу. Уместо Соџија који је био болестан од туберкулозе, служио је као глава породице Окита.
Као добар мачевалац, практиковао је стил „Теннен Ришин-рју“. Заједно са Окито Соџијем прикључује се јединици Рошигуми, међутим недуго после доласка у Кјото, враћа се за Едо и постаје командант Шинчогумија, по покровитељством округа Шонаи. У то време он и Мицу се селе у бараке (куми-јашики 組屋敷) у бившем Едо стану Тануме Окитаке са својом децом. Живели су тамо до избијања Бошин рата.
Након почетка рата, он и Муцу преузимају болесног Окиту Соџија у последњем стадијуму туберкулозе све док се војска северних ханова и бивших војника шогуната није повукла из Тохоку области. С обзиром да Соџи није био у стању да путује, Ринтаро и Муцу га остављају у Еду. Након што се придружио даимјоу Шонаи округа Сакаи Тадазумију у пребегу из града, Ринтаро и његова породица одлазе за Шонаи. Током Бошин рата, Ринтаро ће се борити са снагама Шонаи војске. После рата, 1872. године, породица се враћа у Токио и живи у кући пом именом Уме-јашики (梅屋敷; "Здање шљива") у месту Сумида-Мукаиџима. Ринтаро умире у Токију 13. фебруара 1833. године. Имао је 58 година.